# The Business of Life
The Business of Life è un film muto del 1918 diretto da Tom Terriss e interpretato da Alice Joyce. Prodotto dalla Vitagraph Company of America e distribuito dalla Greater Vitagraph. il film uscì nelle sale il 18 aprile 1918.

## Trama
Dopo la morte del padre, a Jacqueline Nevers viene chiesto di catalogare le collezioni di James Desboro. I due si innamorano, suscitando la gelosia di Elena Clydesdale che, benché sia sposata, ha delle mire su James. Così, quando Jacqueline e James si sposano, il loro matrimonio viene presto messo in crisi dalle manovre di Elena, che fa credere di essere l'amante di Desboro. La situazione tornerà normale solo quando Elena, ammalata gravemente, si riconcilierà con il proprio marito e finirà per confessare i suoi maneggi per dividere i due sposi.

## Produzione
Il film fu prodotto dalla Vitagraph Company of America.

## Distribuzione
Distribuito dalla Greater Vitagraph (V-L-S-E), il film uscì nelle sale cinematografiche statunitensi il 18 aprile 1918.
Non si conoscono copie ancora esistenti della pellicola che viene considerata presumibilmente perduta.